# Hercílio Luz
Hercílio Pedro da Luz (Desterro, 29 de maio de 1860 — Florianópolis, 20 de outubro de 1924) foi um engenheiro e político brasileiro. Foi Senador da República e Presidente de Santa Catarina por três vezes, tendo em seu mandato participado de diversos eventos históricos do estado, como a mudança de nome de Desterro para Florianópolis e o planejamento e início das obras da Ponte Hercílio Luz.

## Vida
Filho de Jacinto José da Luz e Joaquina Ananias Neves da Luz, filha de Joaquim Xavier Neves. 
Órfão de pai aos nove anos de idade, fez seus primeiros estudos em sua cidade natal e seguiu depois para o Rio de Janeiro, então capital do Império, onde fez os preparatórios e ingressou na Escola Politécnica.
Completou os estudos superiores na Universidade de Liège, na Bélgica, formando-se engenheiro e retornando ao Brasil em 1883. Em 1885 assumiu o cargo de juiz comissário de terras em Lajes, no qual permaneceu até 1886.
Casou em primeiras núpcias com Etelvina Cesarina Ferreira da Luz. Tiveram quatorze filhos, dentre os quais Abelardo Venceslau da Luz, Alfredo Filipe da Luz, Celia da Luz Simões e Carmem Maria Ferreira da Luz, que casou com Joe Collaço. Casou-se depois com Corália Ferreira, irmã mais nova de sua primeira mulher, prática conhecida como sororato.
Hercília Catarina da Luz foi a última de suas filhas a morrer, em 11 de setembro de 2011. Estão sepultados no Cemitério do Hospital de Caridade de Florianópolis suas duas mulheres, sua filha Hercília Catharina da Luz e seu genro Joe Collaço.

## Carreira

### Engenheiro de obras públicas
Nomeado engenheiro de obras públicas da província de Santa Catarina em 1888. Foi mantido como engenheiro do estado após a Proclamação da República.

### Chefe da Comissão de Terras de Blumenau
Foi nomeado chefe da Comissão de Terras em Blumenau por Lauro Müller em 1891.

### Revolução Federalista
Tornou-se em Blumenau, o líder da reação republicana contra a Junta governativa catarinense de 1891. Participou, em 14 de julho, da chamada Revolução Republicana de Tijucas e, foi proclamado oito dias depois, em Blumenau, presidente provisório de Santa Catarina. 

### Presidente de Santa Catarina

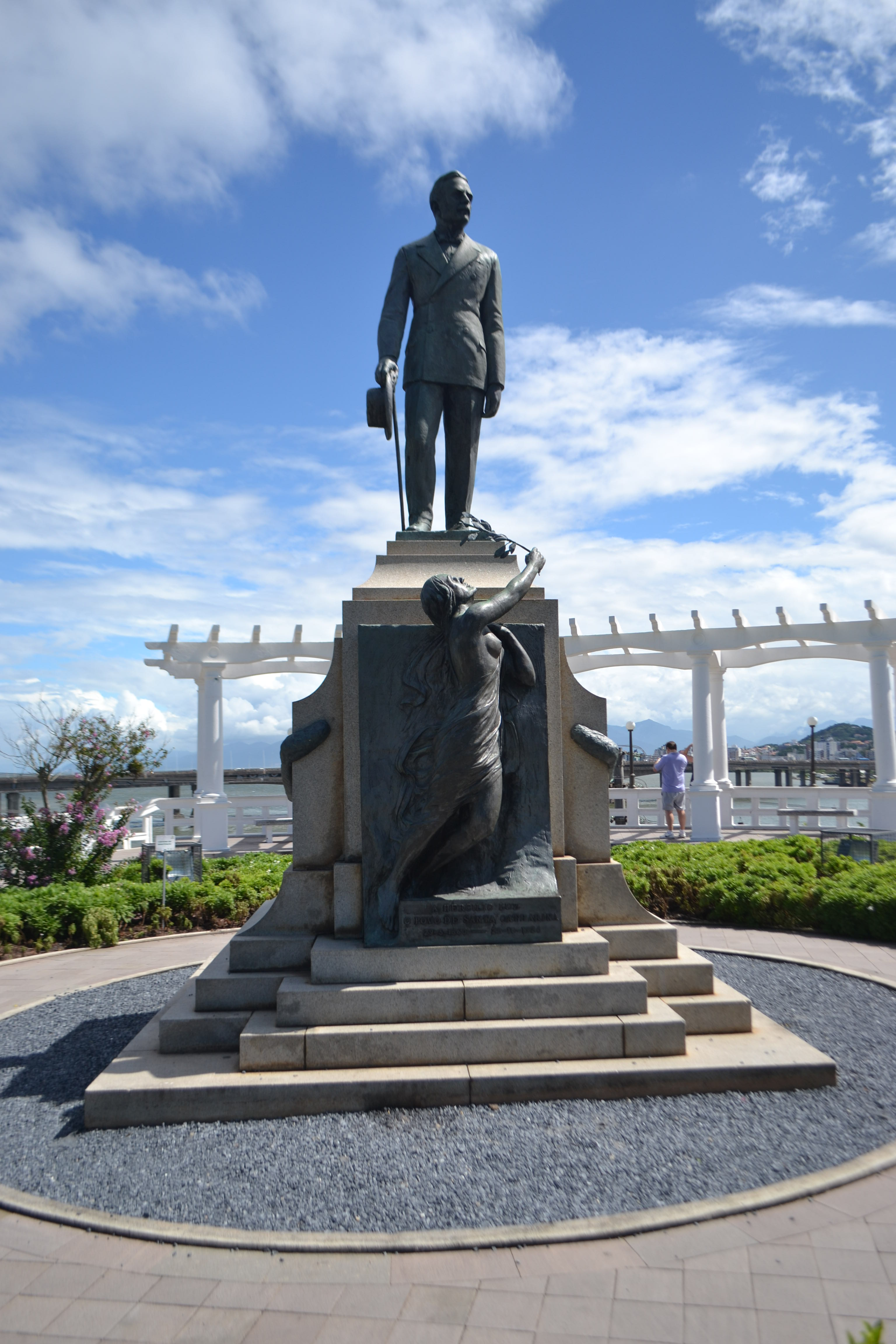
Estátua de Hercílio Luz em Florianópolis.

Foi presidente (denominação equivalente a governador antes de 1930) de Santa Catarina por três mandatos: 1894-1898, 1918-1922 e 1922-1924. Tomou posse como primeiro presidente do estado eleito pelo voto direto, assumindo pela primeira vez no dia 28 de setembro de 1894, tendo Polidoro Olavo de São Tiago como vice-presidente. 
Em agosto de 1918 foi eleito vice-presidente de Santa Catarina na chapa encabeçada por Lauro Müller, que não assumiu. 
Nesse período, quando da cisão do Partido Republicano Federal (PRF), acompanhou Francisco Glicério e José Gomes Pinheiro Machado, rompeu politicamente com o presidente da República Prudente de Morais (1894-1898) afastou-se de Lauro Müller, e passou a apoiar as posições de Rui Barbosa no cenário nacional.

#### Florianópolis
Três dias depois de sua posse, sancionou projeto aprovado pelo Legislativo que alterava o nome de Desterro para Florianópolis (em 1º de outubro de 1894), em homenagem a Floriano Peixoto.

#### Linha telegráfica
Sob seu governo, em 1886, foi instalada e inaugurada na região do Contestado a linha telegráfica entre Joinville e São Bento. 

#### Iluminação pública
Tentou criar o primeiro sistema de iluminação pública de Florianópolis e, para tanto, foi organizada uma sociedade integrada por Joaquim Manuel da Silva, Francisco José Ramos e Paul Darché, que recebeu a concessão municipal de luz elétrica em 8 de setembro de 1897, sendo inaugurada em 25 de setembro de 1910, tanto na capital como em Blumenau e em Joinville.

#### Sistema viário estadual
Fez várias intervenções no sistema viário estadual e adotou medidas para melhorar o transporte marítimo e fluvial.

#### Partido Republicano Catarinense (PRC)
Em 1897 cuidou da organização do Partido Republicano Catarinense (PRC), juntamente com Lauro Müller, com quem acertou a composição dos principais diretórios municipais.

#### Ponte Hercílio Luz
Assinou entre 1920 a 1922 o contrato de construção da ponte pênsil que ligaria a Ilha de Santa Catarina ao continente para consolidar Florianópolis como capital de Santa Catarina. Àquela altura, as outras cidades do estado consideravam a ilha muito distante para ser o centro administrativo e político do estado e, em consequência, havia um movimento pregando a mudança da capital para Lages. A construção da ponte iniciou em 1922. Faleceu antes do fim do mandato, em 20 de outubro de 1924, e não chegou a assistir à inauguração da ponte, que só aconteceria em maio de 1926. Até sua morte, era chamada de Ponte da Independência, passando a se chamar Ponte Hercílio Luz em homenagem ao seu idealizador.
Estádio Doutor Hercílio Luz
O estádio de futebol do Clube Náutico Marcílio Dias, de Itajaí, foi nomeado de Estádio Doutor Hercílio Luz (popularmente chamado de Gigantão das Avenidas) em homenagem ao ex-governador, que sancionou a Lei 3.152/21, cedendo ao clube terreno onde se localiza a praça desportiva enquanto o Marcílio Dias existir.

### Senador da República
Foi Senador da República em 1900, 1905 e 1915. Assumiu o mandato de senador na vaga deixada por Antônio Justiniano Esteves. Foi terceiro secretário da Mesa
Diretora do Senado e membro das Comissões de Saúde Pública, Estatística e Colonização e de Obras Públicas e Empresas Privilegiadas.

## Descendentes
Teve como um de seus principais colaboradores, Edmundo da Luz Pinto, neto do Marechal e Deputado Geral Francisco Carlos da Luz. 
A seu respeito, escreveu Edmundo, iniciado por Hercílio na política: 
Há uma tutela invisível dos mortos sobre os vivos. É, por isso mesmo que eu, que lhe devi o começo de minha vida pública, abençoada paternalmente pela sua generosidade, no dia de seu centenário de nascimento, como que estou a vê-lo belo, varonil, a tez morena, que as cãs não envelheceram, com o seu firme olhar de comando, mostrando à Santa Catarina os caminhos radiosos do seu destino (em A Gazeta, Florianópolis, 29 de maio de 1960).

## Legado e homenagens
O nome de Hercílio Luz foi dado a diversos logradouros em Santa Catarina. Em Florianópolis, além da Ponte Hercílio Luz, o político dá nome ao Aeroporto Internacional e a Avenida Hercílio Luz, no Centro da cidade. Ruas com o nome de Hercílio Luz existem em diversas cidades, como Brusque, Itajaí, Joinville e Palhoça. São José e Blumenau deram o nome de Hercílio Luz as praças localizadas onde começou o povoamento de ambas as cidades. Outras praças com o mesmo nome ficam em outras cidades, como Mafra, Porto União e Araranguá. No esporte, além do mais antigo estádio de futebol em uso de Santa Catarina, o Estádio Doutor Hercílio Luz em Itajaí, uma equipe de Tubarão, o Hercílio Luz Futebol Clube, leva o nome do político.
Ainda em Florianópolis, a casa de Hercílio Luz é patrimônio histórico e foi restaurada entre 2014 e 2019. Ele também tinha uma casa de campo, localizada em Taquaras, em Rancho Queimado. Ela foi adquirida em 1911 quando o então presidente de Santa Catarina, por motivos de saúde, adquiriu a edificação para utilizá-la como residência de lazer e repouso, em função do clima e altitude amenos na região. Convertida em museu, se tornou uma atração turística, estando registrada no Instituto Brasileiro de Museus (IBRAM), participando ativamente com exposições permanentes e temporárias, eventos culturais, entre outros. A Casa de Campo, como é conhecida, tem uma sala de exposição permanente – denominada Memorial Hercílio Luz – com mobília e louças originais da época que pertenceu a Hercílio Luz.